# 三輪壽雪
三輪 壽雪（みわ じゅせつ、1910年（明治43年）2月4日 - 2012年（平成24年）12月11日）は、日本の陶芸家。第11代三輪休雪。1983年に人間国宝に認定された。位階は従五位。本名は節夫。

## 略歴
山口県萩市出身。代々萩焼を家業とし、旧萩藩御用窯であった三輪窯の九代休雪・三輪雪堂の三男として誕生する。
1927年旧制萩中学校卒業後、兄である十代休雪（隠居後は休和）を助けながら伝統技法を学んだ。1941年に三重県津市に工房を構えていた川喜田半泥子に師事し、茶陶の制作技法を身につける。独立までの約30年間ひたすら修練に打ち込み、召集令が出された1944年以外は作陶の手を休める事はなかった。
1955年に雅号を「休」と称し作家活動を開始。1957年日本伝統工芸展に初出品した「組皿」が入選し、1960年には日本工芸会正会員になるなど、十代休雪と並び高い評価を受けた。萩焼の伝統を受け継ぎながらも独特な感覚による作陶を為し、因習的な茶陶の作風に新たな展開を示した。長石を原料とした釉薬を用いる伝統的な萩焼に加え、休雪が大成した純白の藁灰釉による「休雪白」の作品を発表しているが、特に後者は豪快かつ大胆な意匠と融合し大きな特色となっている。
1967年、兄の休雪の隠居後、三輪窯を受け継ぎ第11代休雪を襲名。
1976年紫綬褒章、1982年（昭和57年）には勲四等瑞宝章を受章、1983年4月13日に重要無形文化財「萩焼」保持者に認定された。兄弟での人間国宝認定は陶芸界で前例の無い快挙であった。
その後も作陶への探究を続け、粗めの小石を混ぜた土を原料とした古くからの技法である「鬼萩」を自らの技法へと昇華させた。2003年（平成15年）に長男龍作へ休雪を譲り、自らは壽雪と号を改めた。土練機を用いず土踏みでの粘土作りを続けるなど、全ての作陶過程を自らの手で行う事にこだわりを持ち、晩年まで活動を続けた。2012年（平成24年）12月11日、老衰のため死去。102歳没。叙従五位。